# Ребуль, Мария-Тереза
Мария-Тереза Ребуль, также известная, как мадам Вьен (26 февраля 1728 или 1738, Париж — 4 января 1806, там же) — французская художница.

## Биография
В 1757 году Мария-Тереза Ребуль вышла замуж за художника Жозефа-Мари Вьена, который был на 22 года (или на 12 лет) старше её. Авторы девятнадцатого века утверждают, что её учителем был её муж,  но в автобиографии Жозефа-Мари Вьена не упоминается об этом. Возможно, Мария-Тереза Ребуль была ученицей Мадлен Франсуазы Баспорт. В год замужества Мария-Тереза Ребуль успешно работала в качестве гравера, создав гравированные иллюстрации для книги о Сенегале  французского натуралиста Мишеля Адансона (1757) и диссертации о папирусах французского антиквара Анн-Клода де Келюса (1758).
Мадам Вьен была одной из пятнадцати женщин, которые стали академиками (действительными членами) Королевской академии живописи и скульптуры в Париже за все 145 лет её истории. Она удостоилась этого звания в 1757 году, в год своего замужества; спустя 35 лет после предыдущей женщины-академика, Розальбы Каррьеры. Муж мадам Вьен был видным членом Академии, что, вероятно, помогло ей в получении звания. Мадам Вьен описывалась современниками, как «художник-миниатюрист и автор работ, написанных гуашью, специализирующаяся на цветах, бабочках и птицах». Её приемной работой (которую по правилам того времени можно было подать в академию после принятия) была картина «Голуби на ветке дерева», который она представила академии в 1762 году.
Мадам Вьен выставляла свои работы на Парижских Салонах 1757, 1759, 1763, 1765 и 1767 годов. Среди этих работ были акварели, изображающие курицу с цыплятами; пустельгу, убивающую маленькую птицу; золотого фазана; голубя; птицу, которая охотится на бабочку. На Салоне 1767 года Дени Дидро оценил «Хохлатую курицу, следящую за своими птенцами», как «очень красивую маленькую картину», которая была «нарисована с большой энергией и в натуральных цветах ... Все изображено верно, включая кусочки соломы, разбросанные вокруг курицы». Несколько произведений мадам Вьен были приобретены Екатериной Великой.
Сын Марии-Терезы и Жозефа-Мари, Жозеф-Мари Вьен-младший (фр.; 1761—1848), также стал художником.

## Галерея
- Голуби на ветке дерева. 1762, акварель. Лувр.
- Жозефа-Мари Вьен. Портрет мадам Вьен. 1760, холст, масло. Музей Фабра, Монпелье.